# Egelsheim
Egelsheim ist ein Gemeindeteil und eine Gemarkung der Gemeinde Hohenburg im Landkreis Amberg-Sulzbach.

## Geographie
Das Dorf Egelsheim liegt auf den östlichen Höhen über dem Lauterachtal im südlichen Ende des Landkreises Amberg-Sulzbach.

## Geschichte
Die 1818 mit dem Gemeindeedikt im Königreich Bayern gebildete Landgemeinde Egelsheim mit den Orten Egelsheim, Galching, Spieshof, Taubenbach und Voggenhof gehörte zum Landgericht Amberg. Im Zuge der Gebietsreform in Bayern wurde Egelsheim am 1. Juli 1972 in die Gemeinde Hohenburg eingemeindet. Galching ist seit 1. Januar 1974 bei Schmidmühlen, Taubenbach kam zur gleichen Zeit zu Rieden.

## Sehenswürdigkeiten
Als Baudenkmal ist im Ort die Dreifaltigkeitskapelle erhalten.
→ Liste der Baudenkmäler in Egelsheim